# بی‌وی ۱۵۵
بی‌وی ۱۵۵ (به انگلیسی: Blohm_&_Voss_BV_155) یک هواگرد از نوع جنگنده روزانه ساخت شرکت Blohm & Voss است. هواگرد بی‌وی ۱۵۵ نخستین پروازش را در ۱ سپتامبر ۱۹۴۴ میلادی انجام داد. در مجموع، تعداد ۳ فروند از این هواگرد ساخته شده‌است.